# Железничка станица Грејач
Железничка станица Грејач је једна од железничких станица на прузи Београд—Ниш. Налази се насељу Грејач у општини Алексинац. Пруга се наставља у једном смеру ка Трупалама и у другом према према Алексинцу. Железничка станица Грејач састоји се из 5 колосека.